# Селвацано Дентро
Селвацано Дентро (итал. Selvazzano Dentro) је насеље у Италији у округу Падова, региону Венето.
Према процени из 2011. у насељу је живело 7962 становника. Насеље се налази на надморској висини од 16 м.

## Становништво
Према резултатима пописа становништва 2011. у општини је живело 22.145 становника.
| 1931. | 1936. | 1951. | 1961. | 1971.  | 1981.  | 1991.  | 2001.  | 2011.  |
| ----- | ----- | ----- | ----- | ------ | ------ | ------ | ------ | ------ |
| 4.568 | 4.820 | 5.053 | 6.217 | 11.925 | 17.393 | 18.809 | 19.753 | 22.145 |